# Sisyra aurorae
Sisyra aurorae är en insektsart som beskrevs av Navás 1933. Sisyra aurorae ingår i släktet Sisyra och familjen svampdjurssländor. Inga underarter finns listade i Catalogue of Life.